# Хилари Патнам
Хилари Патнам (енгл. Hilary Putnam; Чикаго, 31. јул 1926 – 13. март 2016) био је амерички филозоф који се сматра за једну од најзначајнијих личности аналитичке филозофије од 60-их година 20. века посебно у области филозофије духа, филозофије језика и филозофије науке. Познат је као филозоф који подједнако строго подвргава анализи и сопстевена и туђа филозофска гледишта како би уочио и истакао њихове недостатке. Због тога има репутацију филозофа који често мења своје филозофске позиције.
Патнамова гледишта остварила су плодан утицај и ван филозофије, у области математике и компјутерских наука.